# USS Cobbler (SS-344)
USS Cobbler (SS-344) – zbudowany w stoczni Electric Boat amerykański okręt podwodny typu Balao, podstawowej obok jednostek typu Gato serii amerykańskich okrętów podwodnych w czasie drugiej wojny światowej. Jak inne jednostki swojego typu, został zaprojektowany w konstrukcji częściowo dwukadłubowej, otrzymał kadłub sztywny ze stali o zwiększonej ciągliwości i wytrzymałości celem zwiększenia testowej głębokości zanurzenia do 400 stóp (122 metry). Uzbrojony był w 24 torpedy Mark XIV wystrzeliwane z sześciu wyrzutni torpedowych na dziobie oraz czterech wyrzutni rufowych. Układ napędowy tych okrętów stanowiły cztery generatory elektryczne Diesla oraz cztery silniki elektryczne o mocy 2740 shp, napędzające dwa wały napędowe ze śrubami. W trakcie II wojny  światowej brał udział w wojnie podwodnej na Pacyfiku.
17 sierpnia 1949 roku ukończono modernizację według standardu GUPPY II, a w 1962 roku – GUPPY III.  
W 1974 roku został przekazany marynarce Turcji i wszedł do służby jako TCG „Çanakkale”.